# Клячко, Юрий Аркадьевич
Юрий (Юстин) Аркадьевич Клячко (5 октября 1910, Антверпен — 5 июля 2004, Москва) — российский и советский химик, доктор химических наук (1939), профессор, создатель научной школы в области анализа газовых включений в металлах. Военинженер первого ранга, полковник.
Основатель и первый заведующий кафедры аналитической химии Московского государственного университета технологий и управления (1963). Заслуженный деятель науки и техники РСФСР (22.11.1972).

## Биография
Родился в Антверпене в семье еврейских политэмигрантов из России, с началом Первой мировой войны вернувшихся на родину. Его отец, инженер Аркадий Львович Клячко (17 июня 1887 — 28 июня 1953) был социал-демократом и участником революционных событий 1905 года, под псевдонимом «Барон» сотрудничал в полтавском журнале «Колокол» (1905—1906).
Будучи студентом Института экономики публиковал стихи и был членом редколлегии в «Рабочей газете». В 1931 году закончил химический факультет Московского высшего технического училища имени Н. Э. Баумана, а в 1935 году — адъюнктуру Военно-химической академии. Занимался вопросами коллоидной и аналитической химии. Кандидат химических наук (1935), доктор химических наук (1939). В 1931—1932 годах — заместитель заведующего кафедрой технических дисциплин Московского планового института, в 1932—1939 годах — начальник физико-химической лаборатории Московского металлообрабатывающего завода Министерства оборонной промышленности, учёный специалист Института общей и неорганческой химии Aкадемии наук СССР (1936—1937).
С 1939 года — заведующий кафедрой аналитической химии Военной академии химической защиты, с 1940 года — заместитель начальника, затем начальник академии (1941—1942). Организовал батальон химической защиты, руководил работами по созданию новых средств химической обороны (в том числе дымов, антидотов и огнемётных средств). В 1943—1957 годах — был начальником кафедр химии в нескольких военных академиях, в 1944—1963 годах — также начальник лаборатории неметаллических и газовых включений ЦНИИ чёрной металлургии, в 1948—1950 годах — заведующий кафедрой физической химии Всесоюзного заочного индустриального института.
С 1963 года и до конца жизни профессор и заведующий основанной им кафедры аналитической химии Всесоюзного заочного института пищевой промышленности (Московской государственной технологической академии).
В сферу научных интересов Ю. А. Клячко входили физика металлов и сплавов, аналитическая химия, биохимия пищевых продуктов. Разработал методы определения газов и отдельных неметаллических фаз в лёгких сплавах, был одним из инициаторов внедрения атомно-эмиссионного анализа, совместно с Г. С. Ландсбергом разработал метод количественного анализа алюминиевых сплавов, предложил макромолекулярную теорию структур металлов (1953). В 1935 году предложил мицеллярную теорию металлов. В 1950-х годах занимался вопросами чёрной металлургии, исследованием газовых интерметаллических и неметаллических включений в сталях, чугунах и жаропрочных сплавах. Предложил теорию электрохимического фазового анализа металлов и способ определения водорода в сплавах. В 1964—1968 годах создал теорию флокуляции осадков макромолекулярными реагентами.
В 1956 году, совместно с И. Л. Кнунянцем, после 26-летнего перерыва возобновил публикацию «Журнала Всесоюзного химического общества имени Д. И. Менделеева» («Российского химического журнала»), до конца жизни был заместителем главного редактора этого журнала. В 1960—1964 годах — ответственный редактор журнала «Заводская лаборатория. Диагностика материалов».

## Семья
- Жена — Елена Николаевна Пинская. Дочери — Татьяна и Ирина, сын Александр.
- Племянник (сын младшей сестры) — писатель и врач-психотерапевт Владимир Львович Леви.

## Монографии
- Оксидиметрия и метод осаждения. — М.: Академия, 1941. (совм. с Л. В. Тимофеевым)
- Анализ газов, неметаллических включений и карбидов в стали. — М.: Металлургиздат, 1953. (в данном издании имя указано как Юстин Аркадьевич Клячко)
- Поверхностные явления в металлах. — М.: Металлургиздат, 1955. (автор Л. Л. Кунин, под редакцией Ю.А.Клячко)
- Курс химического качественного анализа. — М.: Госхимиздат, 1960. (совм. с  М.М. Шапиро)
- Методы анализа материалов, применяемых в электровакуумной промышленности. — М.: Советское радио, 1972. (с соавторами, редакция)
- Теоретические основы современного качественного анализа. — М.: Химия, 1978. (совм. с Ю. С. Ляликовым)
- Методы анализа пищевых продуктов. — М.: Наука, 1988. (с соавторами, редакция)